# Denny Urbinati
Denny Urbinati (30 aprile 1969) è un ex lottatore sammarinese e italiano, specializzato nella lotta greco-romana.

## Biografia
Si mise in mostra a livello giovanile nella nazionale junior sammarinese di lotta greco-romana, vincendo la medaglia d'oro al World Wrestling Festival di Clermont-Ferrand 1985.
Dal 1986 gareggiò per la nazionale giovanile italiana. Esordi con la nazionale seniores agli europei di Aschaffenburg 1991, in cui si classificò quarto alle spalle del polacco Włodzimierz Zawadzki, del tedesco occidentale Mario Buettner e del sovietico Gennadi Atmakin.
Rappresentò l'Italia ai Giochi del Mediterraneo di Atene 1991, dove vinse la medaglia d'argento nel torneo dei -62 kg, concludendo dietro al turco Mehmet Âkif Pirim, campione olimpico in carica.
Partecipò ai mondiali di Varna 1991, classificandosi ventesimo.
Fece parte della spedizione italiana ai Giochi del Mediterraneo di Linguadoca-Rossiglione, concludendo al quarto posto. A salire sul podio furono il turco Mehmet Âkif Pirim, il greco Konstandinos Arkoudeas e il francese Thierry Bastien
È stato campione italiano nella lotta greco-romana nel 1987 nei -57 kg, nel 1990, 1991, 1992 nei -62 kg e nel 1993 nei -68 kg.

## Palmarès
- Giochi del Mediterraneo

Atene 1991: argento nei -62 kg.

### Competizioni nazionali
- Campionati italiani di lotta libera: 3 titoli

 Oro nel 1987 nei -57 kg, nel 1990, 1991, 1992 nei -62 kg, nel 1993 nei -68 kg.